# Aguriahana gillavryi
Aguriahana gillavryi är en insektsart som först beskrevs av Melichar 1914.  Aguriahana gillavryi ingår i släktet Aguriahana och familjen dvärgstritar. Inga underarter finns listade i Catalogue of Life.